# 냉방병
냉방병(冷房病)은 냉방이 강한 곳에 장시간 있다가 외부 온도에 노출되는 것을 반복할 때 생기는 컨디션 난조이다. 그러나 실제로는 냉방과 관련이 확실치 않은 경우가 많다. 대한민국 · 일본 독자적인 개념이며 세계에서는 통용되지 않는다. 냉방병이라는 병명은 없다.